# Joel Castro Pereira
Joel Castro Pereira (Le Locle, Svájc, 1996. június 28. –) portugál labdarúgókapus, jelenleg az angol Reading játékosa.

## Pályafutása

### Klubcsapatokban
Joel Pereira Neuchâtelben, Le Locle városában született, és a helyi Neuchâtel Xamaxban kezdett el futballozni. 2012-ben a Manchester United szerződtette, majd tagja volt a klub utánpótlás bajnok csapatának. 2015-ben profi szerződést kapott a klubtól.
2015. október 17-én egy hónapra a harmadosztályú Rochdale vette kölcsön. November 10-én mutatkozott be egy Morecambe elleni Johnstone's Paint Trophy mérkőzésen. A mérkőzés után edzője dicsérte a büntetőt hárító kapust, akit a meccs legjobbjának is megválasztottak. November 19-én a kölcsönszerződését meghosszabbították 2016 januárjáig.  Bajnokin két nappal később a Doncaster Rovers ellen debütált. Összesen nyolc tétmérkőzésen, köztük hat bajnokin kapott lehetőséget. 
2016. február 25-én a Midtjylland elleni Európa-liga mérkőzésen a kispadon kapott helyet. A 2016–17-es idényre kölcsönbe a portugál élvonalban szereplő Belenenseshez került. Nyolc bajnokin védett a portugál csapatban, majd a manchesteriek visszarendelték miután kölcsönadták Sam Johnstonet az Aston Villának.
A Manchester Unitedben január 29-én, az FA-kupa negyedik fordulójában mutatkozott be, a Wigan Athletic elleni mérkőzésen a 80. percben állt be Sergio Romero helyére. Május 21-én bemutatkozhatott a Premier League-ben is, miután a Crystal Palace elleni mérkőzésen a kezdőcsapatban kapott lehetőséget.
2018. augusztus 2-án a Vitória de Setúbalhoz került kölcsönbe a 2018–2019 szezon végéig. Végül fél szezont töltött a csapatnál, ezalatt kilenc bajnokin állt  kapuban. 2019 januárjában az ugyancsak belga Kortrijkhoz került, szintén kölcsönben.
2019. augusztus 13-án a skót élvonalbeli Hearts vette kölcsön a 2019–2020-as szezon végéig. A Ligakupa második fordulójában, a Motherwell elleni 2–1-es győzelem alkalmával mutatkozott be a csapatban. A skót élvonalban augusztus 25-én, a Celtic elleni 3–1-es vereség alkalmával állt a csapat kapujába. összesen húsz alkalommal kapott lejetőséget a Premiership 2019-2020-as kiírásában.
2020. augusztus 29-én újból kölcsönadta őt a Manchester United, ezúttal az angol másodosztályban szereplő Huddersfield Townnak. 2021. április 6-án mutatkozott be a csapatban, a Norwich City elleni 7–0-s vereség során.
A szezon végén visszatért Manchesterbe, ahol lejáró szerződését nem hosszabbították meg, így Pereira elhagyta a csapatot, majd a holland élvonalbeli Waalwijk játékosa lett, majd két évig tartó szerződése lejártával a Reading kapusa lett.

### A válogatottban
A portugál olimpiai válogatott kapusaként részt vett a 2016-os riói játékokon.

## Statisztika
2022. november 13-án frissítve.
| Klub                            | Szezon         | Bajnokság        | Bajnokság | Bajnokság | Kupa | Kupa  | Ligakupa | Ligakupa | Nemzetközi | Nemzetközi | Egyéb | Egyéb | Összesen | Összesen |
| Klub                            | Szezon         | Bajnokság        | P.        | Gólok     | P.   | Gólok | P.       | Gólok    | P.         | Gólok      | P.    | Gólok | P.       | Gólok    |
| ------------------------------- | -------------- | ---------------- | --------- | --------- | ---- | ----- | -------- | -------- | ---------- | ---------- | ----- | ----- | -------- | -------- |
| Manchester United               | 2015–16        | Premier League   | 0         | 0         | 0    | 0     | 0        | 0        | 0          | 0          | —     | —     | 0        | 0        |
| Manchester United               | 2016–17        | Premier League   | 1         | 0         | 1    | 0     | 0        | 0        | 0          | 0          | 0     | 0     | 2        | 0        |
| Manchester United               | 2017–18        | Premier League   | 0         | 0         | 0    | 0     | 1        | 0        | 0          | 0          | 0     | 0     | 1        | 0        |
| Manchester United               | 2018–19        | Premier League   | 0         | 0         | 0    | 0     | 0        | 0        | 0          | 0          | —     | —     | 0        | 0        |
| Manchester United               | 2019–20        | Premier League   | 0         | 0         | 0    | 0     | 0        | 0        | 0          | 0          | —     | —     | 0        | 0        |
| Manchester United               | 2020–21        | Premier League   | 0         | 0         | 0    | 0     | 0        | 0        | 0          | 0          | —     | —     | 0        | 0        |
| Manchester United               | Összesen       | Összesen         | 1         | 0         | 1    | 0     | 1        | 0        | 0          | 0          | 0     | 0     | 3        | 0        |
| Rochdale (kölcsönben)           | 2015–16        | Harmadosztály    | 6         | 0         | 1    | 0     | 0        | 0        | —          | —          | 1     | 0     | 8        | 0        |
| Belenenses (kölcsönben)         | 2016–17        | Primeira Liga    | 8         | 0         | 1    | 0     | 1        | 0        | —          | —          | —     | —     | 10       | 0        |
| Vitória de Setúbal (kölcsönben) | 2018–19        | Primeira Liga    | 9         | 0         | 0    | 0     | 1        | 0        | —          | —          | —     | —     | 10       | 0        |
| Kortrijk (kölcsönben)           | 2018–19        | First Division A | 0         | 0         | 0    | 0     | —        | —        | —          | —          | 5     | 0     | 5        | 0        |
| Hearts (kölcsönben)             | 2019–20        | Skót Premiership | 20        | 0         | 2    | 0     | 3        | 0        | —          | —          | —     | —     | 25       | 0        |
| Huddersfield Town (kölcsönben)  | 2020–21        | Championship     | 2         | 0         | 0    | 0     | 0        | 0        | —          | —          | —     | —     | 2        | 0        |
| RKC Waalwijk                    | 2021–22        | Eredivisie       | 2         | 0         | 0    | 0     | —        | —        | —          | —          | —     | —     | 2        | 0        |
| RKC Waalwijk                    | 2022–23        | Eredivisie       | 1         | 0         | 1    | 0     | —        | —        | —          | —          | —     | —     | 2        | 0        |
| RKC Waalwijk                    | Összesen       | Összesen         | 3         | 0         | 1    | 0     | —        | —        | —          | —          | —     | —     | 4        | 0        |
| Karrier összes                  | Karrier összes | Karrier összes   | 49        | 0         | 6    | 0     | 6        | 0        | 0          | 0          | 6     | 0     | 67       | 0        |

## Külső hivatkozások
- Joel Castro Pereira pályafutásának statisztikái a Soccerbase oldalon (angolul)

- Joel Castro Pereira adatlapja a footballzz.co.uk oldalán

- Joel Castro Pereira adatlapja a ForaDeJogo oldalán
- Joel Castro Pereira adatlapja a Soccerway oldalon (angolul)